# Col·legi de Areneros

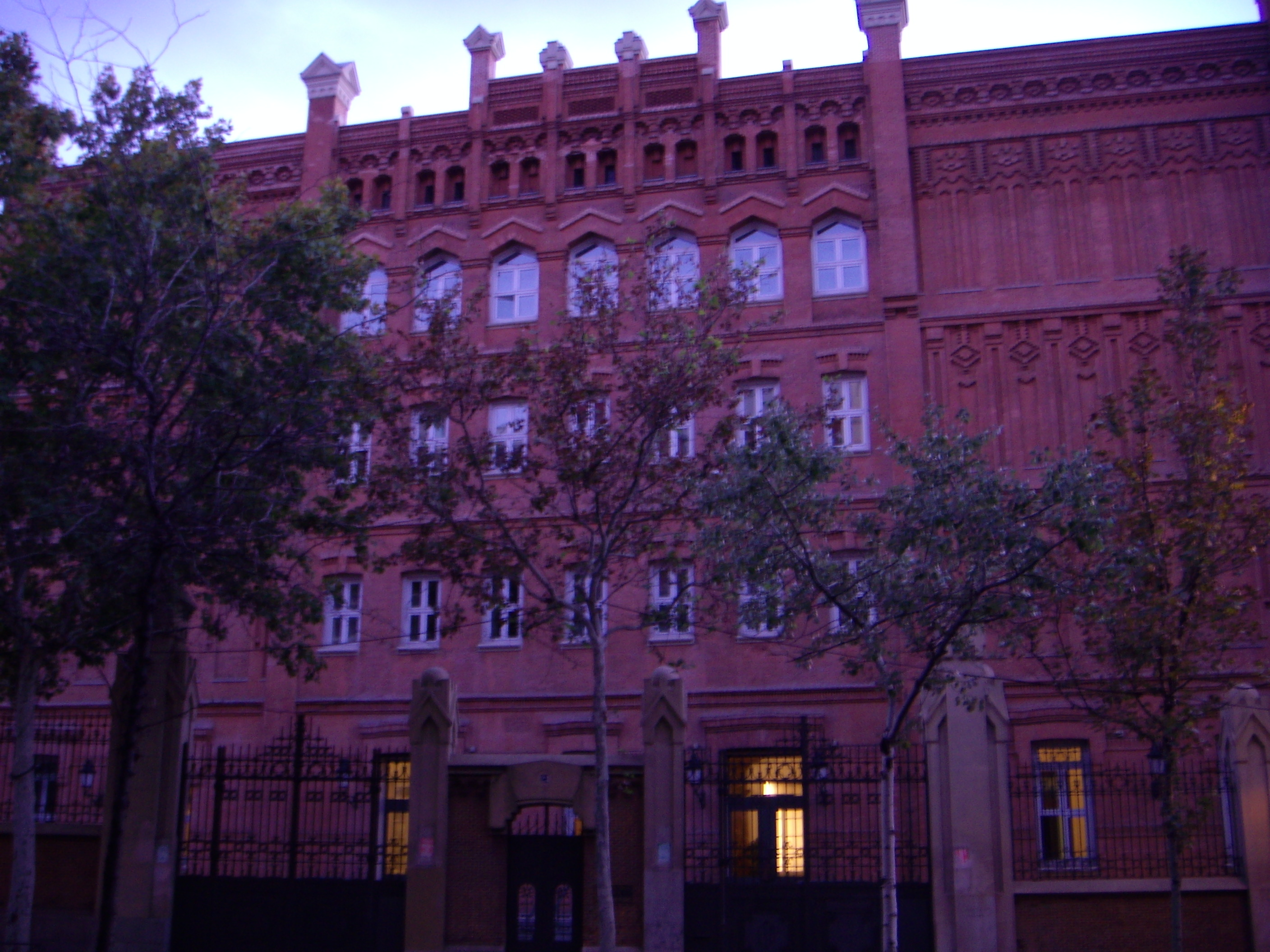
Façana neomudèjar del Col·legi de Areneros, projectada successivament per Fort y Guyenet i Antonio Palacios Ramilo.

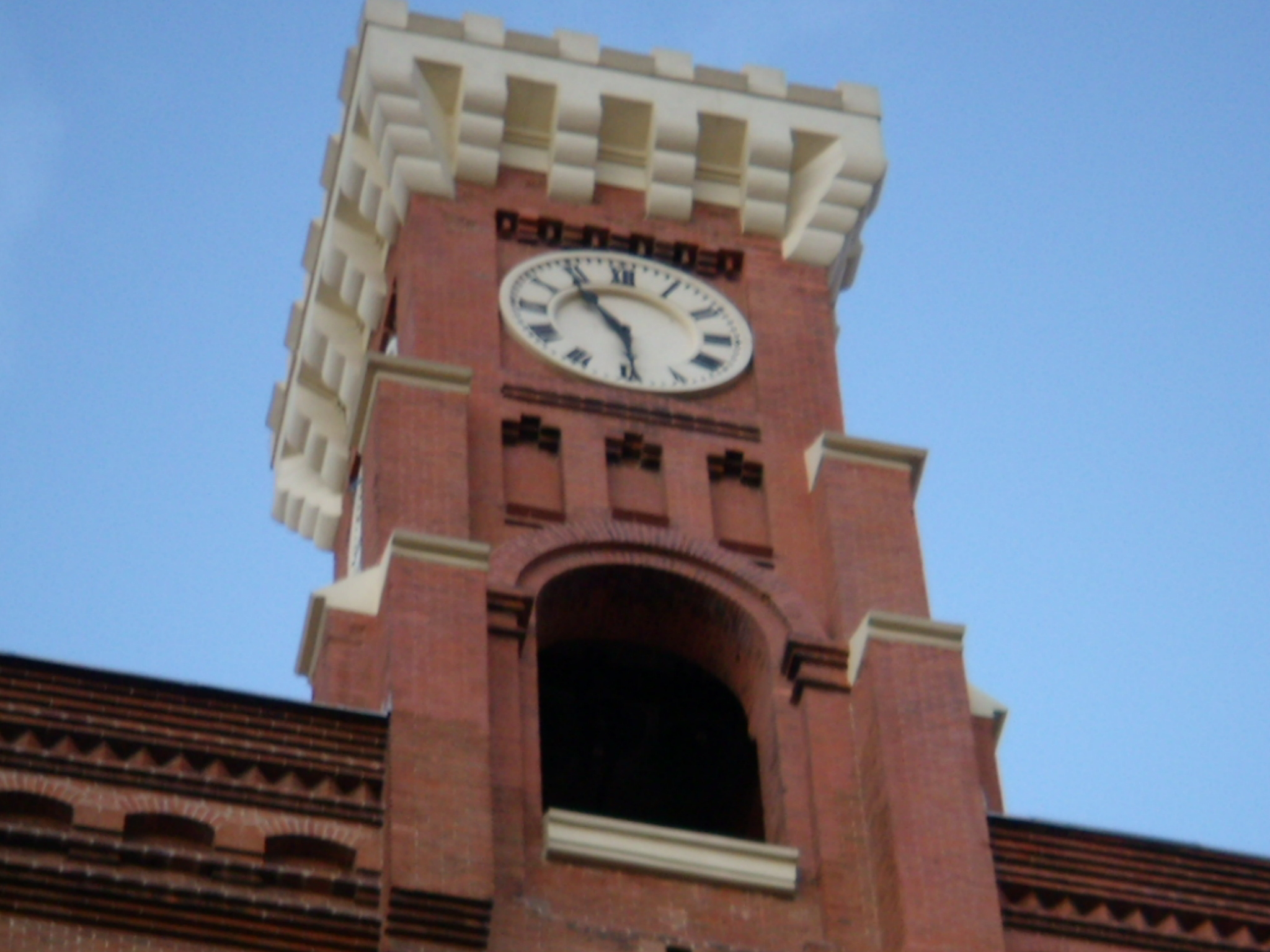
El simbòlic rellotge del Col·legi de Areneros.

El Col·legi de la Inmaculada y San Pedro Claver, conegut com a Col·legi de Areneros, era un col·legi d'ensenyament mitjà per a alumnes externs fundat a Madrid per la Companyia de Jesús en 1909. En 1958 es va integrar en l'actual Col·legi de Nuestra Señora del Recuerdo (conegut com a Col·legi de Chamartín). Va estar interromput des de 1931 fins a 1939, en què es va trobar dissolta la Companyia de Jesús a Espanya.

## Història
En 1903, la vídua del financer de La Rioja Diego Fernández Vallejo, primer Marquès de Vallejo Nicolasa Gallo-Alcántara y Sibes va donar un milió de pessetes, després ampliat a dues per a la construcció d'un col·legi i un centre d'ensenyament tècnic i professional per a obrers, encomanant-los-hi a la Companyia de Jesús E ls jesuïtes van materialitzar la donació de la benefactora edificant un centre educatiu i cultural en el Passeig de Areneros, de Madrid, avui denominat carrer d'Alberto Aguilera (en el número 23).
El nom de «Areneros» ha perdurat com el topònim pel qual seria conegut el centre i el col·legi de segon ensenyament, després del canvi de nom del carrer. El projecte el va dur a terme el Pare Ángel Ayala qui va veure el començament de les obres en 1904 i la seva finalització en 1910. L'edifici del Col·legi de Areneros va incloure el taller i laboratoris de l'Institut Catòlic d'Arts i Indústries (ICAI) a més d'una editorial.
El projecte va estar signat inicialment per l'arquitecte Enriquel Fort, que incloïa una modestes escoles i un patronat per a obrers; el centre seria després completat pel prestigiós Antonio Palacios Ramilo. El col·legi d'ensenyament mitjà (Col·legi de Areneros) va començar la seva marxa en 1909, una any després del ICAI. El primer Rector del Col·legi va ser el Pare Ángel Ayala, que va repetir com a Rector en 1918. En 1939, el Pare Ayala va tornar al Col·legi de Areneros com a Pare Espiritual.
Els jesuïtes tenien dos col·legis a Madrid en la primera meitat del segle xx, Areneros, que era un externat per a classe mitjana, i Chamartín, que estava constituït com internat amb extracció més elitista. En el curs de 1929–1930, Areneros tenia 495 alumnes i Chamartín 295 alumnes.
En 1931, el Col·legi d'ensenyament mitjà i el ICAI, van ser incendiats per una torba. Dissolta a Espanya, la Companyia de Jesús en 1932, va motivar que el col·legi de Areneros se situés en un xalet en el Passeig de Rosales, 56, amb el nom de Didaskalion. Es reprendria l'activitat a càrrec de la Companyia de Jesús en 1939.
El Col·legi de Areneros es trasllada i unifica amb el Col·legi de Nuestra Señora del Recuerdo durant el curs acadèmic 1958–1959.

## Alumnes destacats
- Enrique Fuentes Quintana, catedràtic d'Economia política y vicepresident del Govern d'Espanya.[9]
- Adolfo Nicolás, prepòsit de la Companyia de Jesús. Fou «príncep» —número u de l'últim curs— de la promoció de 1953.[10]
- Alfonso Ponce de León, pintor[11]
- Agustín Cotorruelo Sendagorta, catedràtic de Política econòmica i ministre de Comerç.
- Alberto Martín-Artajo Álvarez, ministre d'Afers Exteriors espanyol de 1945 a 1957, president de Acció Catòlica de 1940 a 1945 i president de l'ACdP.
- Enrique Canto Bory, empresari astur-cubà i primer ambaixador de Cuba a Espanya després del triomf de la revolució castrista.
- Enrique de la Mata Gorostizaga, ministre de Relacions Sindicals.
- Íñigo Cavero Lataillade, ministre de Justícia.
- Ricardo de la Cierva y Hoces, ministre de Cultura.[12]
- José Joaquín Puig de la Bellacasa diplomàtic, jurista i ambaixador espanyol.
- José Bono, president del Congrés dels Diputats.
- Enrique Barón Crespo, president del Parlament Europeu.